# René Schwall
René Schwall (Kiel, 28 de enero de 1971) es un deportista alemán que compitió en vela en la clase Tornado. Su hermano Oliver también compitió en vela.
Participó en los Juegos Olímpicos de Sídney 2000, obteniendo una medalla de bronce en la clase Tornado (junto con Roland Gäbler).
Ganó siete medallas en el Campeonato Mundial de Tornado entre los años 1991 y 2000, y cuatro medallas en el Campeonato Europeo de Tornado entre los años 1994 y 2000.

## Palmarés internacional
| \| Juegos Olímpicos \| Juegos Olímpicos \| Juegos Olímpicos \| Juegos Olímpicos \| \| Año \| Lugar \| Medalla \| Clase \| \| ------------------ \| --------------------------- \| ----------------- \| ---------------- \| \| 2000 \| Sídney (Australia) \| Medalla de bronce \| Tornado \| \| Campeonato Mundial \| \| \| \| \| Año \| Lugar \| Medalla \| Clase \| \| 1991 \| Cagliari (Italia) \| Medalla de bronce \| Tornado \| \| 1992 \| Perth (Australia) \| Medalla de plata \| Tornado \| \| 1993 \| Long Beach (Estados Unidos) \| Medalla de oro \| Tornado \| \| 1997 \| Hamilton (Bermudas) \| Medalla de oro \| Tornado \| \| 1998 \| Búzios (Brasil) \| Medalla de plata \| Tornado \| \| 1999 \| Vallensbæk (Dinamarca) \| Medalla de bronce \| Tornado \| \| 2000 \| Sídney (Australia) \| Medalla de oro \| Tornado \| \| Campeonato Europeo \| \| \| \| \| Año \| Lugar \| Medalla \| Clase \| \| 1994 \| Cagliari (Italia) \| Medalla de bronce \| Tornado \| \| 1998 \| Porto Carras (Grecia) \| Medalla de oro \| Tornado \| \| 1999 \| Puerto de Pollensa (España) \| Medalla de oro \| Tornado \| \| 2000 \| Allassio (Italia) \| Medalla de oro \| Tornado \| |                             |                   |         |
| Juegos Olímpicos |                             |                   |         |
| Año | Lugar                       | Medalla           | Clase   |
| 2000 | Sídney (Australia)          | Medalla de bronce | Tornado |
| Campeonato Mundial |                             |                   |         |
| Año | Lugar                       | Medalla           | Clase   |
| 1991 | Cagliari (Italia)           | Medalla de bronce | Tornado |
| 1992 | Perth (Australia)           | Medalla de plata  | Tornado |
| 1993 | Long Beach (Estados Unidos) | Medalla de oro    | Tornado |
| 1997 | Hamilton (Bermudas)         | Medalla de oro    | Tornado |
| 1998 | Búzios (Brasil)             | Medalla de plata  | Tornado |
| 1999 | Vallensbæk (Dinamarca)      | Medalla de bronce | Tornado |
| 2000 | Sídney (Australia)          | Medalla de oro    | Tornado |
| Campeonato Europeo |                             |                   |         |
| Año | Lugar                       | Medalla           | Clase   |
| 1994 | Cagliari (Italia)           | Medalla de bronce | Tornado |
| 1998 | Porto Carras (Grecia)       | Medalla de oro    | Tornado |
| 1999 | Puerto de Pollensa (España) | Medalla de oro    | Tornado |
| 2000 | Allassio (Italia)           | Medalla de oro    | Tornado |